# Патермутије и Коприје
Преподобномученици Патермутије, Коприје и мученик Александар су хришћански светитељи и мученици, пострадали су под царем Јулијаном Одступником (361–363). 
Патермутије и његов ученик Коприје били су египатски монаси који су се повизавали у пустињи. Када је цар Јулијан Отпадник сазнао за њих, наредио је да му их доведу и почео да их наговара да прихвате идолопоклонство, говорећи лукаво да је и он раније служио Христу, али је схватио да само идолски богови могу дати спасење. Коприје је био заведен царевим обећањима и јавно се одрекао хришћанске вере, али је кроз молитве и сузне опомене свог старца Партемутија препознао свој пад, покајао се и поново признао да је хришћанин. Цар се наљутио и наредио да се Коприје и Патермутије сурово муче. Свети Патермутије је учврстио братову храброст и стрпљење. Један од војника, по имену Александар, видевши страшно страдање Копријево, поверовао је и сам у Исуса Христа и јавно је исповедио своју веру. Он је осуђен је на спаљивање, док су свети Патермутије и Коприје су посечени мачем. Страдали су  361. године, Пермутије је имао 75 година а Коприје четрдесет пет.
Православна црква их све заједно помиње 9. (22.) јула.